# Eber da Rosa Viñoles
Eber da Rosa Viñoles, auch als Heber da Rosa Viñoles geführt, (* 4. Dezember 1949 in Melo; † 25. Februar 1997 ebenda) war ein uruguayischer Rechtsanwalt und Politiker.

## Leben
Der mit Gillian Callorda Esteves verheiratete Vater der beiden Kinder María Inés und Augusto Edemar schloss sein Studium der Rechtswissenschaften an der Universidad de la República im Jahr 1975 ab und veröffentlichte noch während seines Studiums das Werk "Apuntes de Filosofía del Derecho", Band III. Der promovierte Jurist wurde zweimal als Mitglied der Partido Colorado für das Departamento Cerro Largo in die Cámara de Representantes gewählt. Sein Mandat währte nach seiner ersten Wahl datierend auf den 24. November 1984 vom 15. Februar 1985 bis zum 14. Februar 1990 und, nachdem er 1994 abermals gewählt wurde, erneut vom 15. Februar 1995 bis zu seinem Tod am 25. Februar 1997. Auch saß er stellvertretend vom 12. bis zum 26. Dezember 1995 und vom 11. bis zum 25. Juni 1996 im Senat. Kurzzeitig gehörte er auch der Comisión Honoraria der Laguna Merín an und war zudem Vorsitzender der Rechtsanwaltskammer Cerro Largos. In seiner Partei war er Mitglied des Comité Ejecutivo Nacional y Departamental. 2002 war beabsichtigt, die Schule Escuela Nº 30 in Cañas im Departamento Cerro Largo nach Doctor Eber da Rosa Viñoles zu benennen.